# Antoni Nowak (lekkoatleta)
Antoni Nowak (ur. w 1914) – polski lekkoatleta specjalizujący się w rzucie oszczepem.
Wicemistrz Polski z 1948 roku. Reprezentował barwy Warty Poznań (1948 – 1950) i OWKS Lublin (od 1951). Rekord życiowy: 57,01 (27 września 1952, Warszawa).

## Progresja wyników
| Rok           | 1948  | 1949  | 1950  | 1951  | 1952  | 1953  |
| Odległość (m) | 49,96 | 48,97 | 49,54 | 56,34 | 57,01 | 53,19 |